# Ватая, Риса
Риса Ватая (яп. 綿矢 りさ Ватая Риса, род. 1 февраля 1984 года) — японская писательница, работающая под псевдонимом. Настоящее имя — Риса Ямада (яп. 山田 梨沙 Ямада Риса). Лауреат ряда литературных наград — премии Акутагавы, премии Оэ и других. Сочинения переведены на английский, французский, немецкий, итальянский и корейский языки.

## Жизнь и творчество
Родилась в Киото. Начала писать под влиянием работ Осаму Дадзая. В литературе дебютировала ещё учась в школе, в семнадцатилетнем возрасте, с новеллой «Установка» (премия журнала «Бунгэй» и номинация на премию Мисимы). В 2004 года стала самым молодым лауреатом премии Акутагавы за всю её историю за рассказ «Зад, который так и хочется пнуть». Выпущенный затем отдельной книгой, он продавался рекордными миллионными тиражами и был экранизирован. Окончила педагогический факультет (отделение японской литературы) университета Васэда (диплом посвящён анализу рассказа Дадзая «Беги, Мелос!»). В 2012 году получила премию Оэ за повесть «Ведь жаль?». В своих сочинениях Ватая обращается к темам подспудного молодёжного протеста и его размытых очертаний, духовной имплозии и затянувшегося созревания своего поколения.

## Некоторые сочинения
- Установка (インストール, 2001)
- Зад, который так и хочется пнуть (蹴りたい背中, 2003)
- Дать мечту (夢を与える, 2007)
- Трясись, сколько угодно (勝手にふるえてろ, 2010)
- Ведь жаль? (かわいそうだね？, 2011)